# نادي وداد تمارة
 نادي وداد تمارة هو نادٍ رياضي مغربي من مدينة تمارة ممارس بالقسم الأول - الدوري المغربي هواة. تأسس سنة 1993. يعد النادي الثاني في المدينة، ويشكل مع نادي نادي اتحاد تمارة قطبي كرة القدم في مدينة تمارة.